# 3 (banda italiana)
3 es una banda de black metal industrial proveniente de Agrigento, Italia, que debutó en el año 2001 con su demo Antichristian Kaos. Los temas que tratan en sus letras son fundamentalmente la blasfemia, el ocultismo y el satanismo.

## Integrantes
- Kaos (Rosario Badalamenti) - Instrumentación y voces (Astimi, Inchiuvatu, Maleficu Santificatu)

## Kaos & 3
3 a siglo (ROSARIO Badalamenti) y "uno de los músicos" extrema pertenecientes a la escena Mediterraenea. Gia 'guitarrista en ASTIMI, sfoga su genio creativo con una parte de los proyectos está destinado a convertirse en una prioridad "dado el enorme interés del público. Rosario en el año 2000 desde el nacimiento hasta los 3, un número que significa mucho ... y que musicalmente y dedicada a un negro ferocissimo contaminados por metales industriales sonidos apocalípticos. La toma de muestras, drum-machine impazzite, voces distorsionadas y mucho más, crear su sonido ideal apocalipsis. 3 no precisa tener una referencia musical, algunos encuestados han hablado de Diabolos Rising y otros Ministerio, Parnassus, y algunos Mz412 'que su forma de hacer música tiene que ver con la tecnología' fría 'y la extrema y más' Dark Black Metal. Sin olvidar las influencias entonces «Mediterráneo». Rosario dado a conocer hoy por su nombre 3, sólo tres demo "Antichristian Kaos" de 2001,"666 Knives to the Son's Heart"de 2003 y "Onnipotenza III"de 2005. Los títulos están bien comprender qué tipo de cuestiones prefiere. Los instrumentos con los que expresa su música black son: 7 cuerdas de guitarra, bajo, teclados y piano, tambor de la máquina y varios diavolerie, tambor acústico en un rudimentario y, por supuesto, vocalista, circulo dialecto: Inglés, alemán, italiano. 3 ha recibido excelentes críticas, y tiene una alta estima en el extranjero, entre los partidarios de Med escenas o no. Todo esto y 'muy extraño', porque nadie ha hecho un gran negocio de promoción de su música. Rosario al tanto de que sus demos se encuentran en circulación, no ama a realizar en vivo y desprecia cualquier tipo de contacto con el público. En 2007 el proyecto de Rosario participar en la elaboración de CD-INCH Productions con un número sin precedentes y extraordinaria canción titulada "Malamore".

## Discografía
- Antichristian Kaos Demo, 2001

- 666 Knives to the Son's Heart Demo, 2003

- Onnipotenza III Demo, 2005
- Santu Rusariu Demo, 2008
- Il Braccio Sinistro Demo, 2010

- Datos: Q5652180